# Ottavo Richter
Gli Ottavo Richter sono un gruppo musicale milanese che fonde nel suo stile vari generi musicali: funk, musica latina, jazz, blues, rock, dance.

## Storia del gruppo
Le origini del gruppo sono da attribuirsi al sodalizio tra Luciano Macchia e Raffaele Kohler incontratisi al Conservatorio di Milano nella seconda metà degli anni '90. Cominciano a collaborare con vari musicisti della zona, cambiando formazione più volte.
Entrano stabilmente in formazione i fratelli Paolo e Marco Xeres e alla fine del 2004 si aggiungono Alessandro Sicardi alla chitarra e Domenico Mamone al sax baritono completando la struttura a sei elementi.
Il primo album viene prodotto all'inizio del 2005: Molly Malone's, registrato dal vivo in un omonimo pub nei pressi del lago Maggiore prodotto da Kappaproduzioni, contiene brani originali, e due cover: "All blues" (Miles Davis) e Watermelon Man (Herbie Hancock).
Nel 2008 e 2009 si sono esibiti al CaterRaduno di Radio2 a Senigallia e sempre nel 2009 sono ospiti a TG3 Linea Notte (Rai 3) e partecipano all'ultima settimana stagionale di Parla con me  su Rai 3.
L'attività live dei primi anni produce il secondo lavoro discografico: Clinkin' Glasses (2010), coprodotto insieme a T. Sacchi.
Nel 2011 registrano un EP di 4 brani con Antonio Di Bella in veste di crooner, intitolato Oculista innamorato, brano di Di Bella, coprodotto con l'Accademia del Suono.
Il terzo album viene pubblicato nel 2012 (insieme all'Accademia del Suono). Contiene come sempre musiche e sonorità eterogenee, nonché tre featuring: il brano Wosamama ospita l'improvvisazione vocale della cantante jazz Nadia Braito, la canzone Little Bird è impreziosita da un cameo di Rupert Sciamenna e la cover "Parlami d'amore Mariù" è cantata da Gianluigi Carlone della Banda Osiris.

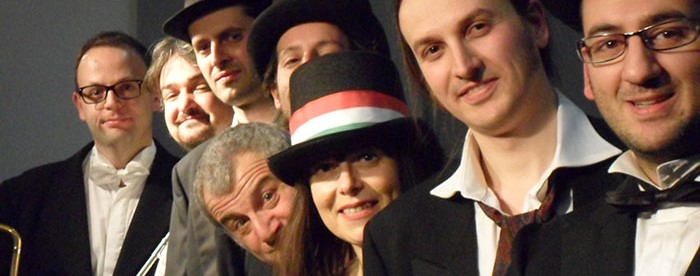
Gli Ottavo Richter con Ira Rubini e Gianluigi Carlone.

Nel 2013 creano, insieme ad Ira Rubini e con le "incursioni" di Gianluigi Carlone, uno spettacolo per raccontare Giuseppe Verdi nel bicentenario della sua nascita, in cui vengono riarrangiate arie  verdiane. Il sodalizio con Ira Rubini viene riproposto nel 2015 affrontando compositori russi (Schostakovich, Tchaikovsky, Prokofiev, Borodin).
Nel 2015 il gruppo autoproduce il quarto album, X anniversario, estratto di un concerto eseguito dalla band alle Cantine dell'Arena (Verona), con brani di tutti e tre i precedenti dischi.
L'anno seguente pubblicano il quinto album GIF , acronimo di 'Giro d'Italia Faidaté': la band si esibisce in diverse città del Paese in strade e piazze, come gruppo di artisti di strada. Fa parte del tour anche una tappa a Senigallia, al CaterRaduno 2016.
Numerose le collaborazioni con esponenti del mondo di musica, arte, radio e tv:
Gianluigi Carlone, Banda Osiris, Antonio Di Bella, Andrea Giuffredi, Gaetano Liguori, Massimo Cirri, Filippo Solibello, Ira Rubini, Gianfelice Facchetti, Giampaolo Köhler, Radio Popolare, Rupert Sciamenna, Radio 2, Rai 3.

## Formazione
- Luciano Macchia (trombone)
- Raffaele Kohler (tromba)
- Domenico Mamone (sax baritono)
- Alessandro "Kape" Sicardi (chitarra, voce)
- Paolo Xeres (batteria)
- Marco Xeres (basso)

## Discografia

### Album
- 2005 "Molly Malone's" (Regia)
- 2009 "Clinkin' glasses" (Regia)
- 2012 "Una bella serata" (Egea Music)
- 2015 "X anniversario" (autoprodotto)
- 2016 "GIF" (Egea Music)

### EP
- 2011 "Oculista innamorato" EP musica e voce di Antonio Di Bella (Egea Music)